# Antoninoides nortoni
Antoninoides nortoni är en insektsart som först beskrevs av Arthur W. Parrott och Cockerell in Parrot 1899.  Antoninoides nortoni ingår i släktet Antoninoides och familjen ullsköldlöss. Inga underarter finns listade i Catalogue of Life.